# Tjark Ernst
Tjark Ernst (* 15. März 2003 in Stuttgart) ist ein deutscher Fußballtorwart.

## Karriere

### Verein
Nach seinen Anfängen in der Jugend der TSG Niederdorfelden und der DJK Arminia Bochum wechselte er im Sommer 2011 in die Jugendabteilung des VfL Bochum. Für seinen Verein bestritt er 26 Spiele in der B-Junioren-Bundesliga und 20 Spiele in der A-Junioren-Bundesliga und gehörte im Frühjahr 2022 bei einem Spiel auch dem Spieltagskader in der Bundesliga an.
Im Sommer 2022 wechselte er zum Ligakonkurrenten Hertha BSC und kam dort auch zu seinem ersten Einsatz im Profibereich, als er am 27. Mai 2023, dem 34. Spieltag, beim 2:1-Auswärtssieg gegen den VfL Wolfsburg in der Startformation stand.

### Nationalmannschaft
Ernst hütete seit 2018 in der U15, U16, U17, U18, U19, U20 und U21 des DFB in insgesamt 15 Spielen das Tor.

## Persönliches
Seine Mutter ist die frühere Fußballspielerin Kerstin Pohlmann, sein Vater der ehemalige Fußballtorwart Thomas Ernst.